# کبوتردریایی جنب‌جنوبگان
کبوتردریایی جنب‌جنوبگان یا کبوتردریایی کنارجنوبگان (نام علمی: Puffinus elegans)، یک گونه پرنده کوچک است که در تریستان دا کونا، جزایر جنوبی اقیانوس هند و جزایر جنب‌جنوبگان نیوزیلند تولیدمثل می‌کند.